# Kary H Lasch
Kary H Lasch (narozen jako Kary Hermann Arthur Wilhelm Lasch; 1. února 1914 v Praze, Rakousko-Uhersko – 27. srpna 1993, Danderyd, Švédsko) byl fotograf, který založil svou mezinárodní síť modelingových skautů ve Stockholmu.

## Galerie

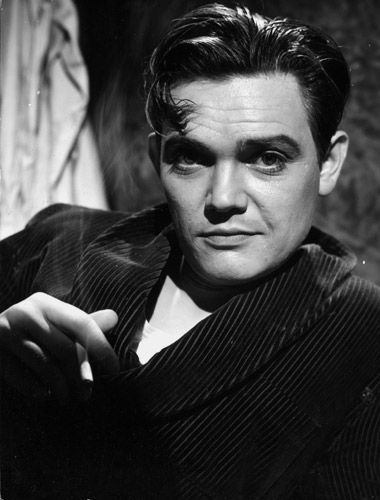
Lars Ekborg
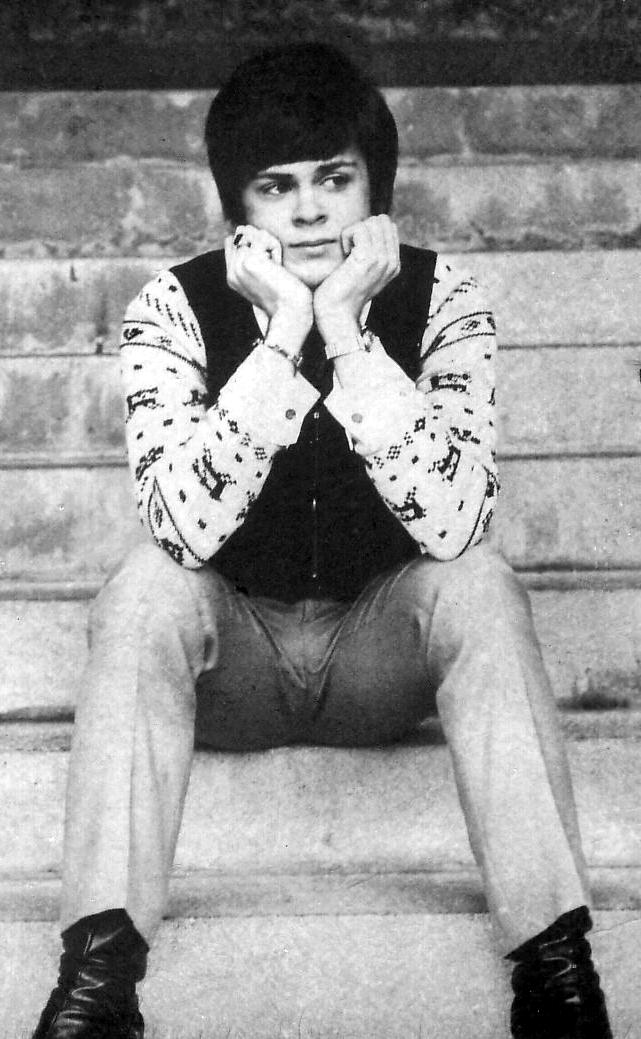
Lars Jacob, 1968